# Askania Werke

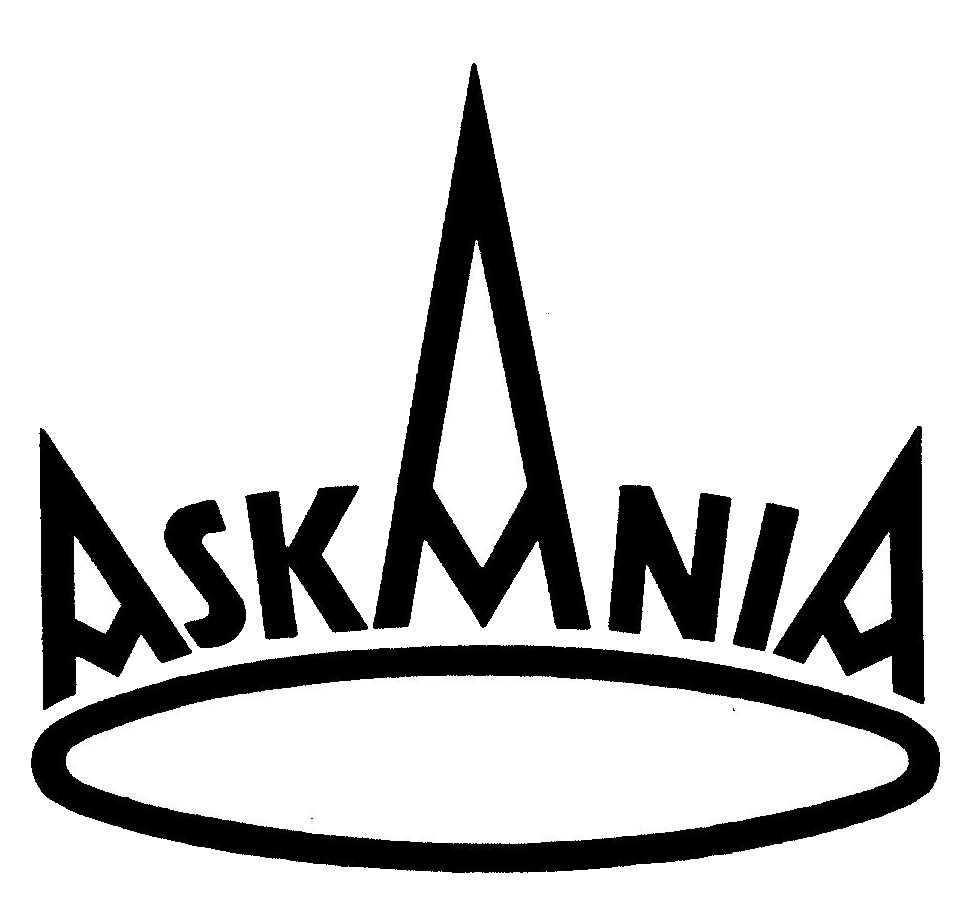
Frühes Logo der Askania Werke AG

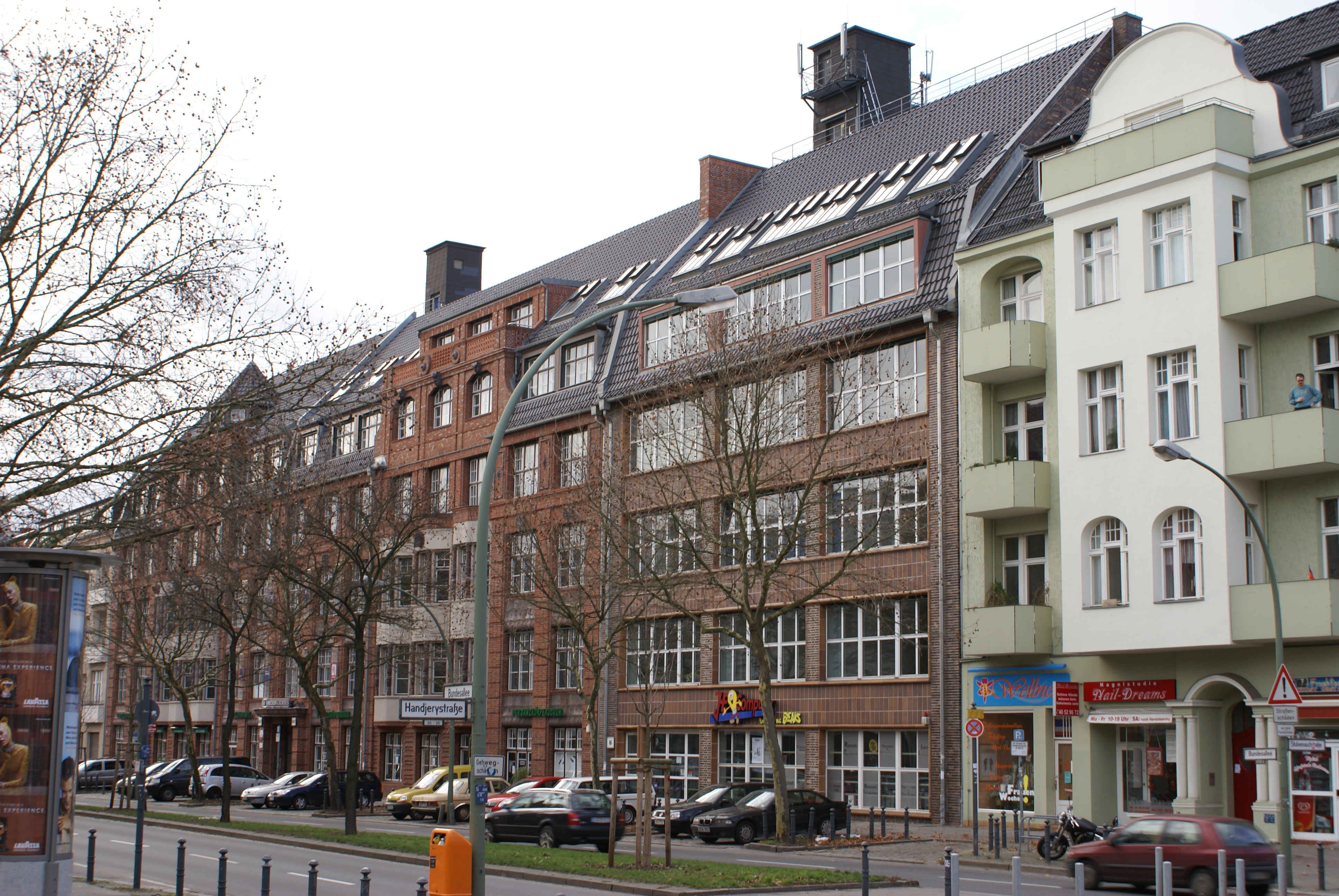
Zentrale der Askania Werke in der Bundesallee in Berlin-Friedenau

Die Askania Werke AG war ein deutsches Unternehmen der feinmechanischen und optischen Industrie. Sie wurden im Jahr 1871 in Berlin als Bambergwerke in der Linienstraße 185 (nahe den Hackeschen Höfen) gegründet und 1921 in Askania-Werke AG umbenannt. Im Ersten und im Zweiten Weltkrieg wurde in erheblichem Umfang Rüstungsproduktion betrieben. Betriebsstätten der Askania-Werke wurden nach Kriegsende nach und nach geschlossen und/oder gingen ab 1946 in verschiedene Volkseigene Betriebe und in Nachfolgeunternehmen in Berlin und Westdeutschland ein. 
Im Jahr 2004 gründeten acht Aktionäre in Berlin die Askania AG neu. Seit 2006 werden in einer Manufaktur in Berlin Uhren hergestellt, die die Tradition der Produkte der ehemaligen Askania Werke aufgreifen. Die neue Askania AG ist seit 2004 Eigentümer dieser Wort-Bild-Marke für Luxusprodukte wie Uhren. In der Berliner Uhlandstraße wurde 2013 ein Askania-Museum eingerichtet, in dem historische Instrumente, Präzisionsgeräte und Uhren gezeigt und den aktuellen Uhren gegenübergestellt werden. Der Umzug der Askania-Manufaktur und des Flagship-Stores in die Hackeschen Höfe, Rosenthaler Straße 40/41, erfolgte 2007. 

## Geschichte

### Von 1871 bis nach dem Ersten Weltkrieg 1920
Im Jahr 1871 gründete Carl Bamberg – Sohn eines Uhrmachers und Protegé von Carl Zeiss – in der Linienstraße 185 in Berlin eine Manufaktur, die hochwertige nautische, geodätische, erdmagnetische und astronomische Präzisionsgeräte für Marine, Observatorien, Forschung und Expeditionen herstellte. Seine Firma trug den Namen Werkstatt für wissenschaftliche, spec. physicalische, nautische u. magnetische Präcisisonsinstrumente.
Für die Häfen in Cuxhaven (1874) und Hamburg (Kaiserkai, 1876) entwickelte Carl Bamberg Zeitbälle zur Synchronisierung der Deckwatches und Schiffschronometer. Bamberg stellte seine Produkte erstmals 1876 auf internationalen Messen in London und Philadelphia sowie 1879 auf der Großen Berliner Gewerbeausstellung aus. Sein Unternehmen erlebte dank herausragender Innovationen und verlässlicher Messtechnik ein schnelles Wachstum. Carl Bamberg verlegte die Werkszentrale 1888 in die Kaiserallee 39 (ab um 1980: Bundesallee 86–88) nach Friedenau. Die Firma arbeitete mit zahlreichen renommierten Kunden, wie Siemens & Halske oder Schottwerke Jena, sowie mit der Kaiserlichen Marine zusammen.
Carl Bamberg verstarb 1892 im Alter von 44 Jahren. Seine Witwe Emma Bamberg, geb. Roux, und später sein Sohn Paul Adolf Bamberg, der im Todesjahr noch minderjährig war, übernahmen die Leitung des feinmechanischen Betriebes. Im Jahr 1912 stieß der damals 25-jährige Max Hermann Roux (* 26. Oktober 1886 in Leipzig, † 1946), ein Vetter von Paul Adolf Bamberg, zum Werk. Max Roux heiratete am 19. Dezember 1913 Käte Wilhelmine Bolzendahl aus Rostock. Aus der Ehe stammten drei Kinder.
In Friedenau entwickelten und produzierten Carl Bambergs Werkstätten für Präzisions-Mechanik und Optik in der Zeit vor und nach der Wende zum 20. Jahrhundert diverse Serien von hochpräzisen wissenschaftlichen Apparaten wie Koordinaten-Messgeräte zum Ausmessen großformatiger fotografischer Glasnegative aus den Gebieten Physik, Astronomie und Geodäsie (namentlich der Spektrogrammetrie, Spektroskopie, Entfernungsmessung). Das Unternehmen stand damit hauptsächlich in Konkurrenz zu damaligen Firmen wie Carl Zeiss Jena oder Adam Hilger London und erlangte mit seinen Produkten internationales Ansehen im wissenschaftlichen Bereich.
Während des Ersten Weltkriegs war die Firma Lieferant für die Kaiserliche Marine. Das Produktionsprogramm des Jahres 1914 umfasste U-Boot-Kompasse, Entfernungsmesser, Visiereinrichtungen, Druckmesser mit Fernübertragung für Fesselballone, Kino-Filmkameras und geophysikalische Geräte.
Im Jahr 1919 fusionierten die Werkstätten mit dem feinmechanischen Unternehmen Otto Toepfer & Sohn aus Potsdam und verlegten den Firmensitz dorthin.

### 1921 bis 1933

Aktie über 100 Mark der Askania Werke AG vom Oktober 1932

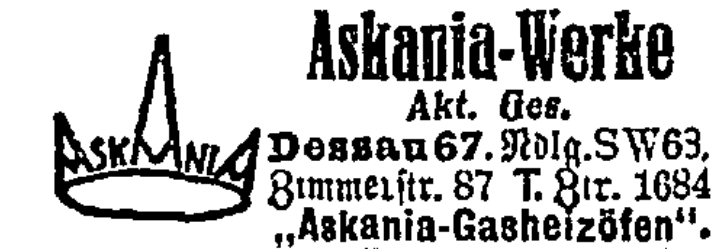
Geschäftsanzeige Askania im Berliner Adressbuch 1925

Durch Zusammenschluss mit der Central-Werkstatt für Gasgeräte GmbH in Dessau entstand 1921 die Askania Werke AG. Der Name nahm Bezug auf das mittelalterliche Adelsgeschlecht der Askanier, die Brandenburg und Sachsen besiedelt hatten.
Die Askania-Werke mit Standorten in Berlin (u. a. Weißensee, Mitte, Friedrichshagen, Mariendorf). Auch im Berliner Umland wurden Filialen gegründet. Sie alle entwickelten sich zum bedeutendsten deutschen Unternehmen für Luftfahrt- und Navigationsinstrumente. Am Ende der 1920er Jahre hatte die Askania AG neben Zweigstellen in Deutschland auch Niederlassungen in Paris, Houston und Chicago.
Seit den 1920er Jahren baute die Firma auch Filmprojektoren (Askanino, 1926), Stereoskopie-Kameras (Askania Bi-Pack, 1932), Filmkameras (Askania Universal, 1923; Askania Z, 1931), die unter anderem bei den UFA-Dreharbeiten zum Film Der Blaue Engel mit Marlene Dietrich, beim Film Quax, der Bruchpilot oder bei Leni Riefenstahls Die weiße Hölle vom Piz Palü zum Einsatz kamen. Im Jahr 1935 wurde die erste tragbare Schulterkamera der Welt, die Askania Schulterkamera, vorgestellt. Während der Olympischen Sommerspiele 1936 wurden Zeitmessinstrumente und Filmkameras zum Aufzeichnen der Wettbewerbe eingesetzt.
Insbesondere die Schulterkamera wurde während des Zweiten Weltkriegs zur Frontberichterstattung und zu Filmaufnahmen für die Deutsche Wochenschau, unter anderem von Horst Grund, eingesetzt.
Die Nachtfluginstrumente, Bordinstrumente und Pilotenuhren halfen Pionieren der Luftfahrt, beispielsweise Ehrenfried Günther Freiherr von Hünefeld bei seiner Atlantik-Erstüberquerung oder Elly Beinhorn, bei ihren Langstreckenflugrekorden. Askania-Bordinstrumente waren in zahlreichen Flugzeugen, unter anderem in denen der Lufthansa, eingebaut.

### Rüstungsproduktion und Zweiter Weltkrieg

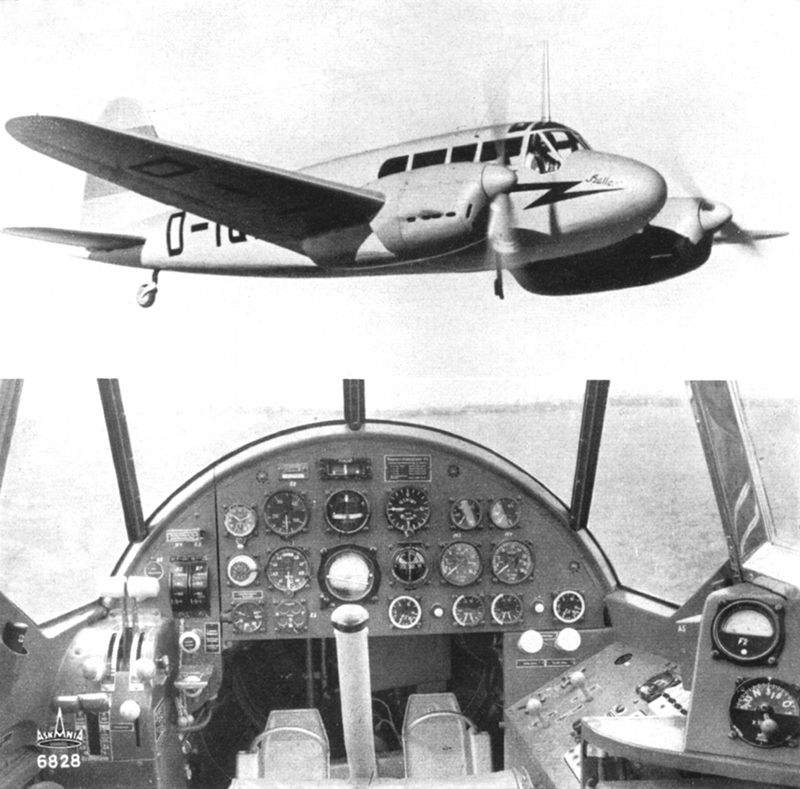
Askania-Bordinstrumente in der Siebel Fh 104, ca. 1937

Die deutsche Wiederaufrüstung in der Zeit des Nationalsozialismus und ab 1935 führte zu großen Auftragsvolumina und die Spezialisierung für die Rüstungsindustrie, darunter beispielsweise auch Kreiselinstrumente für Schlachtschiffe und Flugzeuge der Heinkel-Werke. Gebaut wurden auch Zieloptiken für Flak-Geschütze und U-Boot-Periskope. Die Askania-Werke entwickelten das Flugleitsystem des deutschen V1-Marschflugkörpers sowie Komponenten für die V2-Rakete. Während der NS-Zeit war Max Roux Wehrwirtschaftsführer und leitete bis zum Ende des Zweiten Weltkriegs als Generaldirektor die Firma.
Die Askania-Werke hatten während des Zweiten Weltkriegs ein Zweigwerk in der Mariendorfer Ringstraße (im 21. Jahrhundert: Schindler Aufzüge AG). In Mariendorf, Marienfelde und Lichtenrade gab es zur Sicherung der Rüstungsproduktion zahlreiche Barackenlager für Zwangsarbeiter der Askania Werke. Die Zahl der Mitarbeiter (einschließlich der Zwangsarbeiter) stieg im Jahr 1940 auf rund 20.000 Beschäftigte an. Diese stammten aus den im Zweiten Weltkrieg besetzten westlichen Ländern wie Belgien, Frankreich und den Niederlanden, aber auch aus östlichen Gebieten wie Polen und später der Sowjetunion. Bei einem großen Luftangriff der Alliierten auf Berlin starben am 24. August 1943 in einem Lager in der Ringstraße mindestens 16 Zwangsarbeiterinnen aus der Sowjetunion. Bekannt ist auch, dass gegen Kriegsende Ende 1944 bis 1945 Kinder von Zwangsarbeiterinnen aus Frankreich und den Ostgebieten in Lagern der Askania-Werke in der Rathausstraße und Ringstraße verhungert sind. Im Frühjahr 1944 wurden auf Befehl des Jägerstabes Teile der Produktionsanlagen zum Schutz vor Bombenangriffen unterirdisch in Schächte von Salzbergwerken südlich von Helmstedt verlagert. Häftlinge des ab März 1944 errichteten KZ Beendorf, einem Außenlager des KZ Neuengamme, mussten sowohl die Erweiterungen der Schächte als auch die später nötige Zwangsarbeit zur Produktion u. a. von Autopiloten, Steuerungen und Ruderanlagen für das Flugzeug Messerschmitt Me 262 und die Raketen V1 und V2 leisten.

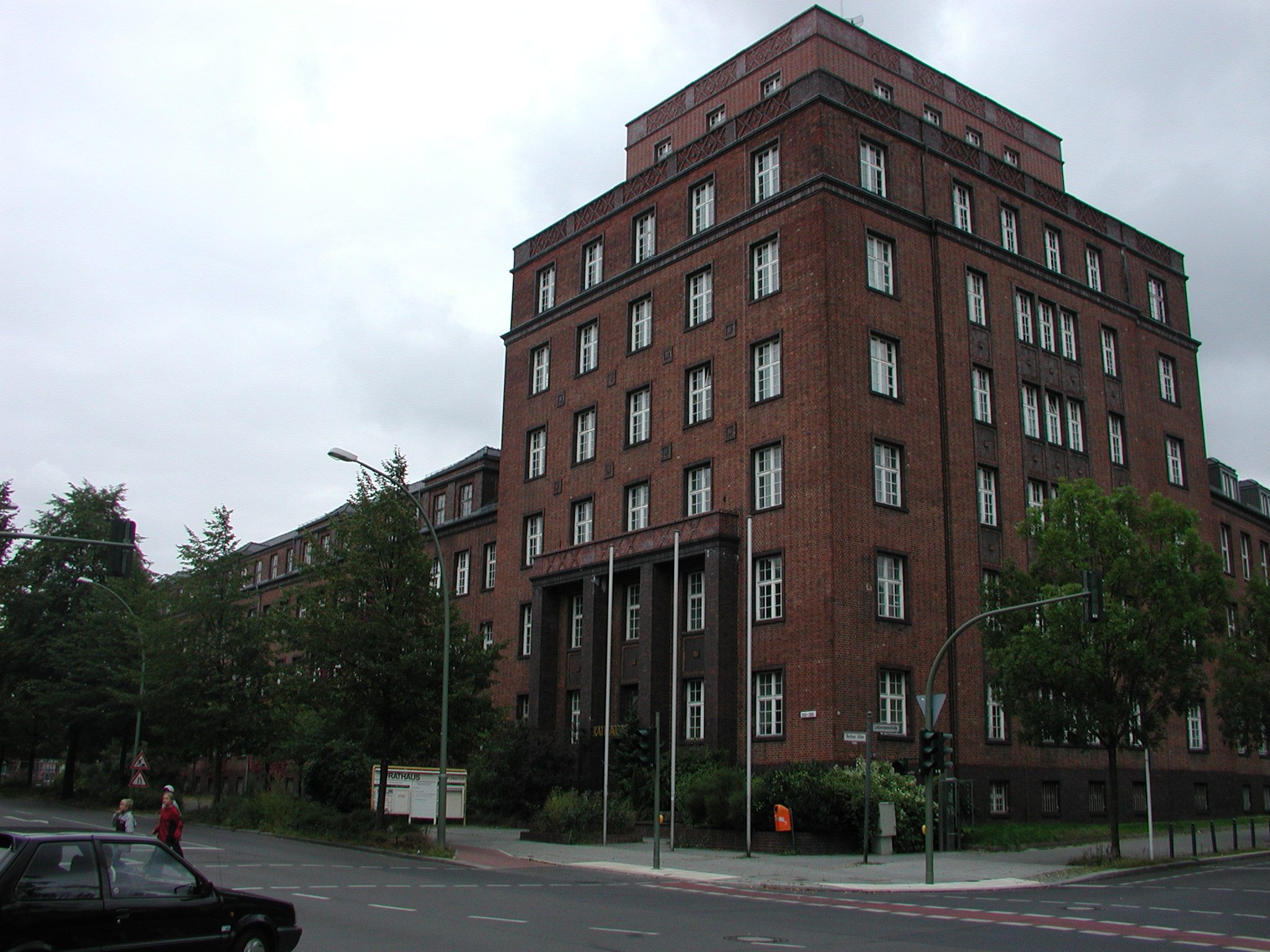
Askania-Haus in Berlin-Weißensee

In den Askania-Werken Mariendorf und Weißensee waren illegale Betriebszellen der Saefkow-Jacob-Bästlein-Organisation organisiert und aktiv, die Flugblätter herstellten und verteilten sowie Sabotage der Rüstungsproduktion betrieben. Außerdem versuchten sie, Lebensmittel und Kleidung an Zwangsarbeiter zu verteilen und Unterkünfte und Geld für Illegale bereitzustellen. Die Gruppe in den Askania-Werken umfasste in der Zeit von 1933 bis 1945 ca. 50 Männer und Frauen. Durch die Zerschlagung der Saefkow-Jacob-Bästlein-Organisation im Juli 1944 wurden auch viele Angehörige dieser Betriebszellen verhaftet. Sechs von ihnen wurden zum Tode verurteilt und hingerichtet, nur dem Werkzeugmacher Paul Hirsch gelang auf dem Weg zum Prozess vor dem Volksgerichtshof am 28. November 1944 die Flucht. Da er nicht in Berlin versteckt werden konnte, ging er Richtung Osten und übertrat die Kriegsfront. Er starb aufgrund von Erschöpfung durch seine Flucht aus Deutschland und den vorher während seiner Haft durch Folter erlittenen Verletzungen nach Kriegsende am 21. August 1945 in einem Lager in Kasachstan.
Die Fabrik unterhielt auf dem Betriebsgelände in Friedenau auch eine Betriebssportgemeinschaft.

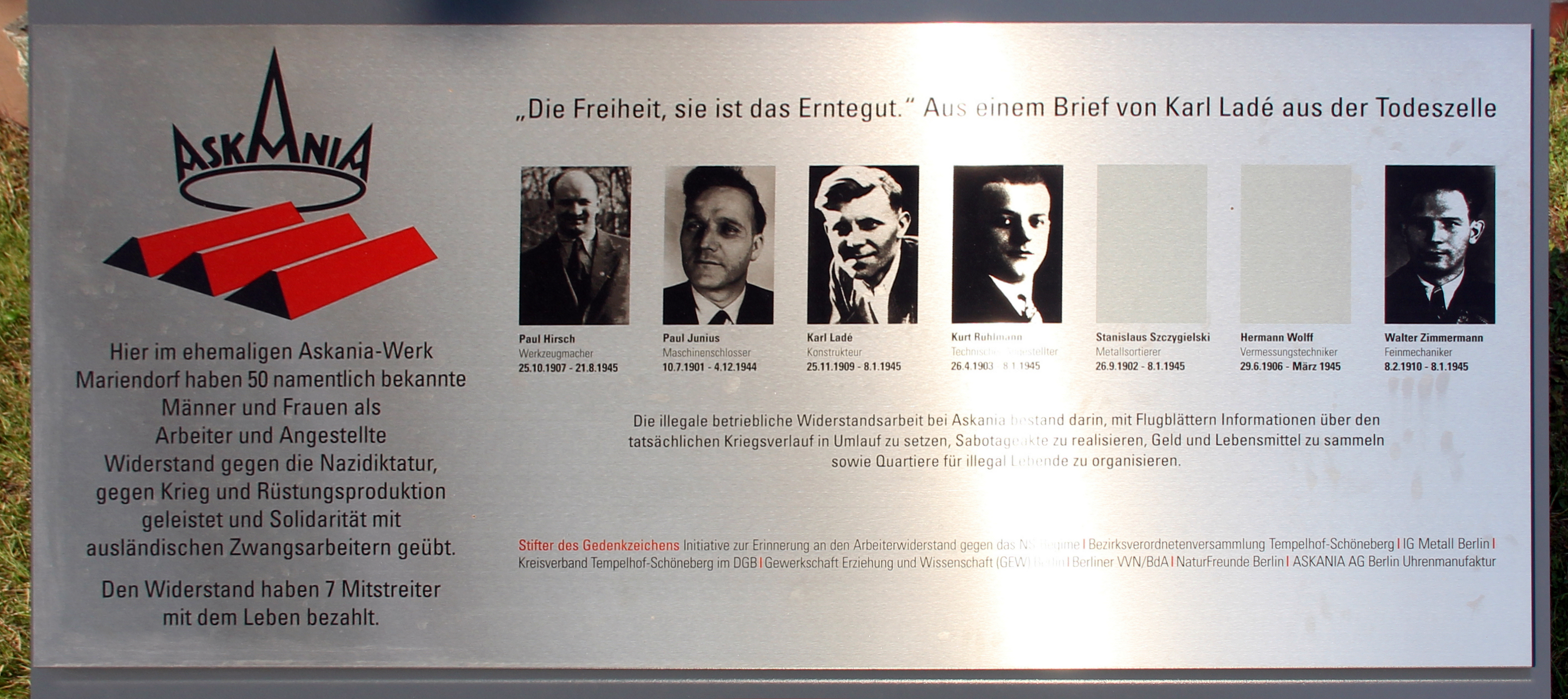
Gedenktafel für die in der Großbeerenstraße 2 in Berlin-Mariendorf verstorbenen Zwangsarbeiter

Erst seit September 2014 erinnert eine Gedenktafel in der Großbeerenstraße 2 an die sieben Arbeiter bei Askania, die im Widerstand gegen den Nationalsozialismus ihr Leben verloren: Paul Hirsch, Paul Junius, Karl Ladé, Kurt Rühlmann, Stanislaus Szczygielski, Hermann Wolff und Walter Zimmermann.

### Entwicklung in der Nachkriegszeit

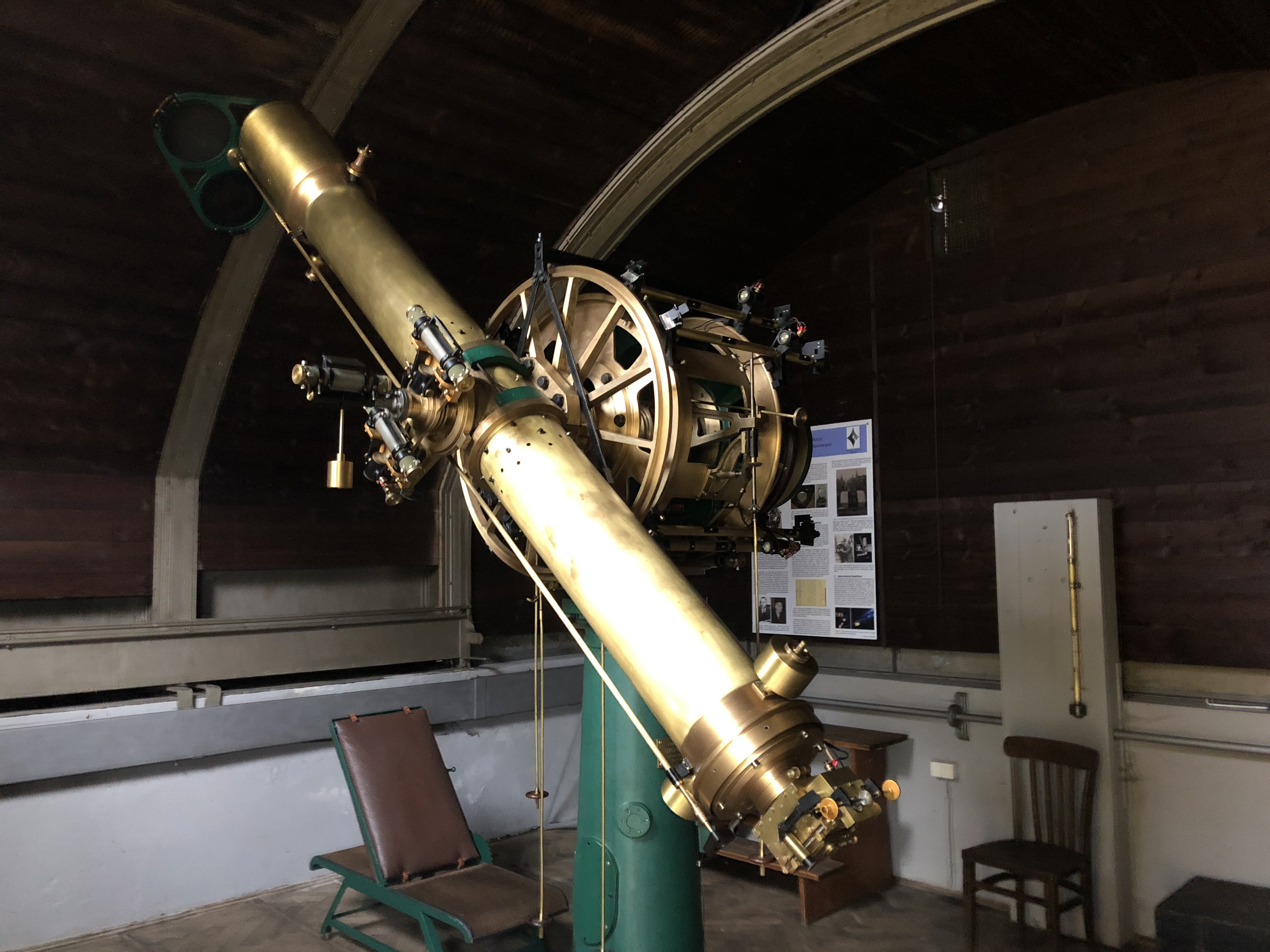
Askania Vertikalkreis; er war von 1927 bis 2007 in der Universitäts-Sternwarte München in Betrieb

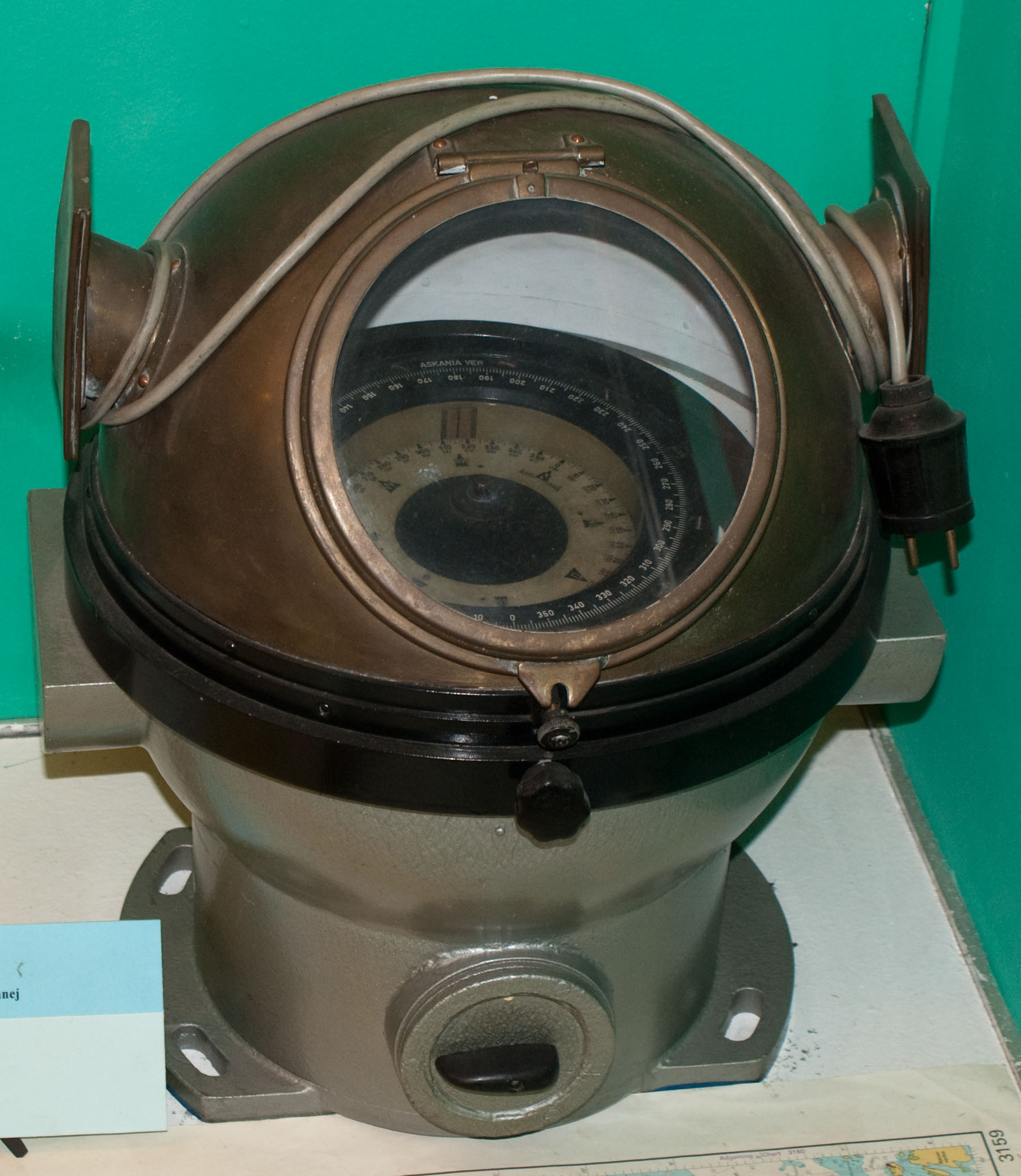
Marine-Kompass aus dem VEB Askania, 1950er Jahre

Nach dem Ende des Zweiten Weltkriegs und dem Tod des bisherigen Generaldirektors Roux wurden die Askania-Werke aufgesplittet. Aus dem Zweigwerk in Teltow entstand im Januar 1946 die Askania-Feinmechanik und Optik GmbH Teltow, eine Tochtergesellschaft der Askania Werke AG Berlin-Friedenau. In den ersten Jahren wurden in dem Werk vor allem Reparationsaufträge für die Sowjetunion ausgeführt.
Die Uhrenfabrikation in München wurde ab 1946 als Askania-Reglerwerk weitergeführt. Im Jahr 1955 kaufte Josef Müller, ein Mitbegründer der CSU, die Fabrik und baute sie als AOA Apparatebau Gauting zu einem Unternehmen zur Herstellung von Kontroll- und Anzeigeinstrumenten für Cockpits sowie optische Bediengeräte auf. Nach dem Tod seiner Tochter Christa Müller, die bis 2003 als geschäftsführende Gesellschafterin der Firma tätig war, wurden deren Anteile an Thomas Diehl, Mitgesellschafter der Diehl Stiftung aus Nürnberg, vererbt.

Am 29. Juli 1947 besetzten amerikanische Militärpolizisten die Askania-Werke in Friedenau und Mariendorf, schlossen die Betriebe und verhafteten deren Leitung. Trotz eines durch die amerikanische Militärregierung genehmigten Produktionsprogramms von Kinotheodolit-Geräten, die u. a. an die Askania-Feinmechanik und Optik GmbH Teltow geliefert worden sind, wurde die Herstellung von Kriegsgeräten für eine fremde Macht befürchtet (gemeint war hier die Sowjetunion), auch wenn die zu rein wissenschaftlichen Zwecken gebauten Kinotheodolit-Geräte nicht vorrangig als Kriegsinstrumente anzusehen waren. Gefunden wurden laut Zeitungsangaben Kreiselgeräte für Flugzeuge, Unterseeboote und Panzer, Geräteteile für die Flugerprobung, Beobachtungsinstrumente für ferngelenkte Geschosse wie V1 und V2, Periskope für Unterseeboote und ähnliche Präzisionsinstrumente. Am 19. Dezember 1947 wurden die sechs Angeklagten durch ein amerikanisches Militärgericht in allen Anklagepunkten für schuldig befunden und zu Haftstrafen zwischen vier und zehn Jahren verurteilt. Des Weiteren verfügte die amerikanische Besatzungsmacht eine Auflösung der Askania-Werke; das gesamte Eigentum wurde aufgrund des § 2, Artikel 11 des Kontrollratsgesetzes Nr. 43 (Besitz und Herstellung von Kriegsgerät) beschlagnahmt. Mitte Januar 1947 teilte der Direktor der amerikanischen Militärregierung, Oberst Howley, dann mit, dass das Werk nicht geschlossen wird, sondern unter der Kontrolle der amerikanischen Militärregierung weiterarbeiten kann. Dies betraf vor allem das Werk in Friedenau mit 650 Personen, in Mariendorf befand sich nur noch eine Möbeltischlerei. Die vier ohne Haftverschonung Verurteilten wurden im August 1948 begnadigt. Die Produktionshallen in Mariendorf wurden 1949 für zehn Jahre an den Fruchthof Berlin vermietet, der als Großhandelsunternehmen für die Lebensmittelversorgung der Bevölkerung gegründet worden war.

Am 1. Januar 1948 wurde das Zweigwerk in Teltow enteignet und mit der Elektro-Feinbau zum VEB Mechanik Askania Teltow fusioniert. Ein zweites Werk von Askania in der ehemaligen Sowjetischen Besatzungszone wurde in Brieselang als Volkseigener Betrieb weitergeführt.
Die Produktion in Berlin-Weißensee war natürlich eingestellt, die Produktionsmittel abgebaut. Das Bauensemble behielt seinen ehemaligen Werks-Namen wurde aber stetig um- und neugenutzt.
Das Berliner Werk in Friedenau produzierte auch nach dem Krieg astronomische Instrumente, wie Zenitteleskope, Meridiankreise und Astrografen. Anfang der 1950er Jahre wurde der aus der Berliner Sternwarte der Urania an der Invalidenstraße geborgene Bamberg-Refraktor von den Askania-Werken in Berlin-Mariendorf instand gesetzt. Im Jahr 1959 wurde die Produktion in ein größeres Werk dorthin verlagert. Die Firma lieferte Geräte für Observatorien, beispielsweise nach Caracas, aus.

### Askania-Werke AG (Bodenseewerk Überlingen) 1947–1971
Nachdem bereits Anfang der 1940er Jahre Teile der Rüstungsproduktion von Askania nach Überlingen am Bodensee ausgelagert worden waren, wurde 1947 das Askania Werke AG Bodenseewerk Überlingen gegründet. Die Askania Werke in Berlin-Friedenau in der Bundesallee bestanden weiterhin. In der wirtschaftlich schwierigen Nachkriegszeit wurden auf der Basis des vorhandenen Wissens verschiedene Produkte entwickelt und gebaut: Schraubstöcke, Marschkompasse, Kugelschreiber, Bleistiftspitzer, Tonbandgeräte, Brillen usw. Ein Gerät zur Flugbahnbestimmung von Raketen sowie Entfernungsmesser waren technische Neuheiten.
Die Firma wurde 1949 in eine GmbH umgewandelt, um Bankkredite und Gelder des Marshallplans erhalten zu können. Die Bearbeitung von Rüstungsaufträgen endete mit dem Koreakrieg im Jahr 1953. Ab 1954 wurden im Bodenseewerk Analysegeräte für das amerikanische Unternehmen Perkin-Elmer Company produziert.
Die Entwicklung von Flugreglern begann 1958. Später wurden diese Geräte in einer eigenen Firma, dem Fluggerätewerk Bodensee GmbH, später Bodenseewerk Gerätetechnik (BGT) produziert. Heute gehört das Bodenseewerk der Diehl Stiftung und trägt den Namen Diehl Defence. Seit 2012 gibt es ein Askania-Besucherzentrum; in Erinnerung an eigene Traditionen werden Brillen, Armbanduhren, Schreibgeräte usw. gezeigt.
In den 1960er Jahren ging ein erheblicher Teil der Fertigungsstätten der Askania-Werke AG in anderen Unternehmen auf. So übernahm die Firma Siemens 1971 einen Großteil von Askania.

## Produkte (Auswahl)

### Projektionsobjektive
Zu den vom Berliner Werk produzierten Projektionsobjektiven gehörte das Askinar f1,9 (Brennweiten: 90, 100, 110, 120 mm), das optisch ein abgewandeltes Petzvalobjektiv ist. Es handelt sich um ein Objektiv für den 35-mm-Normalfilm, bei dem alle Linsen – auch die beiden vorderen – einzeln stehen. Die Reihenfolge der beiden hinteren Linsen ist ebenfalls gegenüber dem Petzvalobjektiv vertauscht.
Eine zweite, Mitte der 1950er Jahre erhältliche Objektiv-Reihe für die Projektion von Mittelformat-Dias (80 mm × 80 mm) war das Askadiar. Es handelt sich hier um ein Cooke-Triplet in Varianten von f5,2/300 mm bis f12,2/700 mm.

### Kameras und Projektoren (Auswahl)

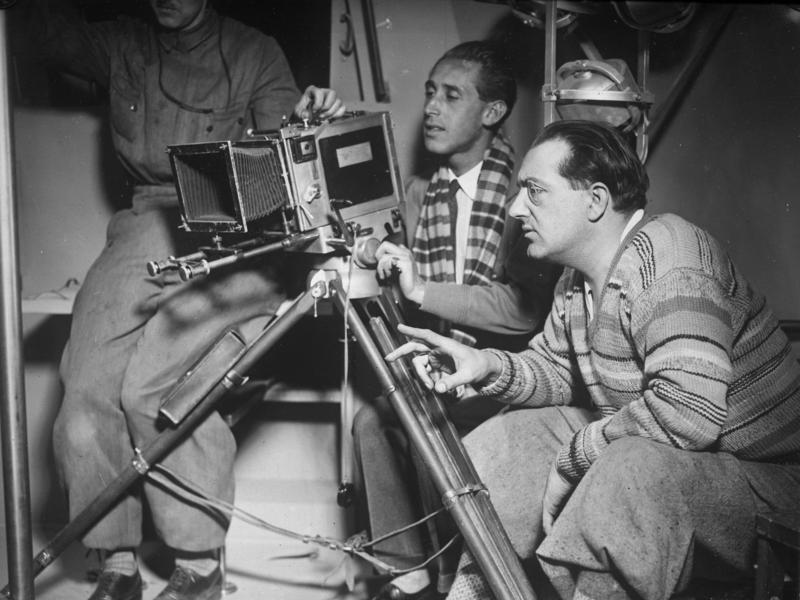
Regisseur Fritz Lang (rechts) und Kameramann Curt Courant (Mitte) an einer Askania Universal bei den Dreharbeiten zu Frau im Mond, 1929

- 35-mm-Kamera Askania Universal (1923)
- Projektor Askanino (1926)
- Askania Z (1931); Askania Z Kamera Leitz (1956)
- Askania Bi-Pack (1932)
- Askania Schulterkamera (1935)
- Hochgeschwindigkeitskamera Askania AG 35 (1955)
- Projektor Askania AP X, XII (um 1960)

### Flugzeuginstrumente (Auswahl)
- Askania-Fernkompass Aero
- Askania-Flugzeug-Kompass Emil
- Askania-Flugzeug-Kompass Franz
- Askania-Wendezeiger

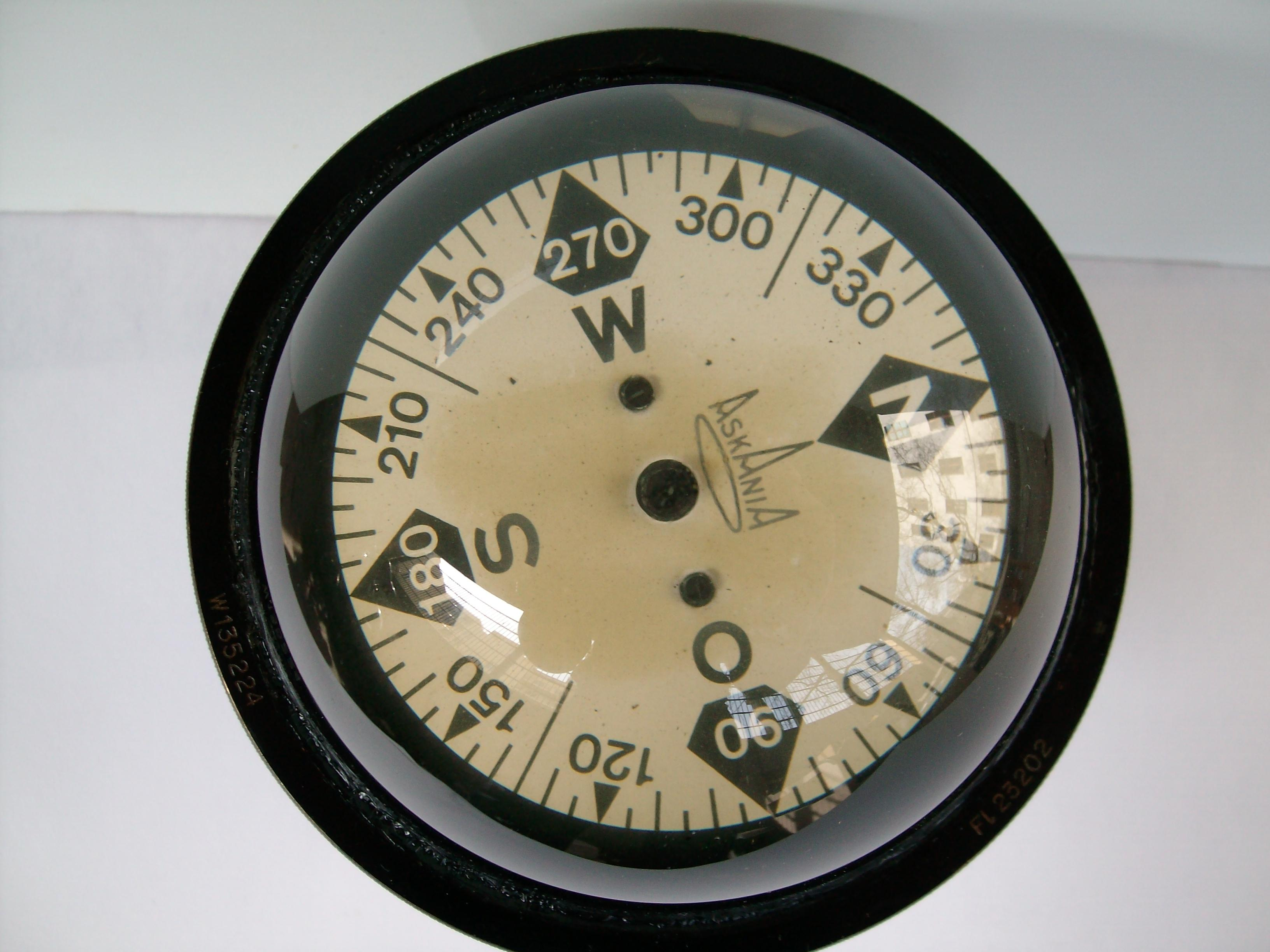
Askania-Kompass

- Askania Fern- und Nahdrehzahlmesser
- Selbsttätiger Strichzähler
- Askania-Längsneigungsmesser
- Askania-Horizont Bauart Sperry
- Askania-Kurskreisel Bauart Sperry
- Askania-Höhenschreiber
- Askania-Fahrtschreiber
- Askania-Variometer
- Askania-Sondenkompass
- Askania-Stratoskopvariometer
- Askania-Stratoskop
- Askania-Wendehorizont
- Askania-Kurssteuerungen
- Tastschwingungsschreiber
- Beschleunigungsmesser
- Askania-Autopilot

### Astronomische und geodätische Instrumente (Auswahl)

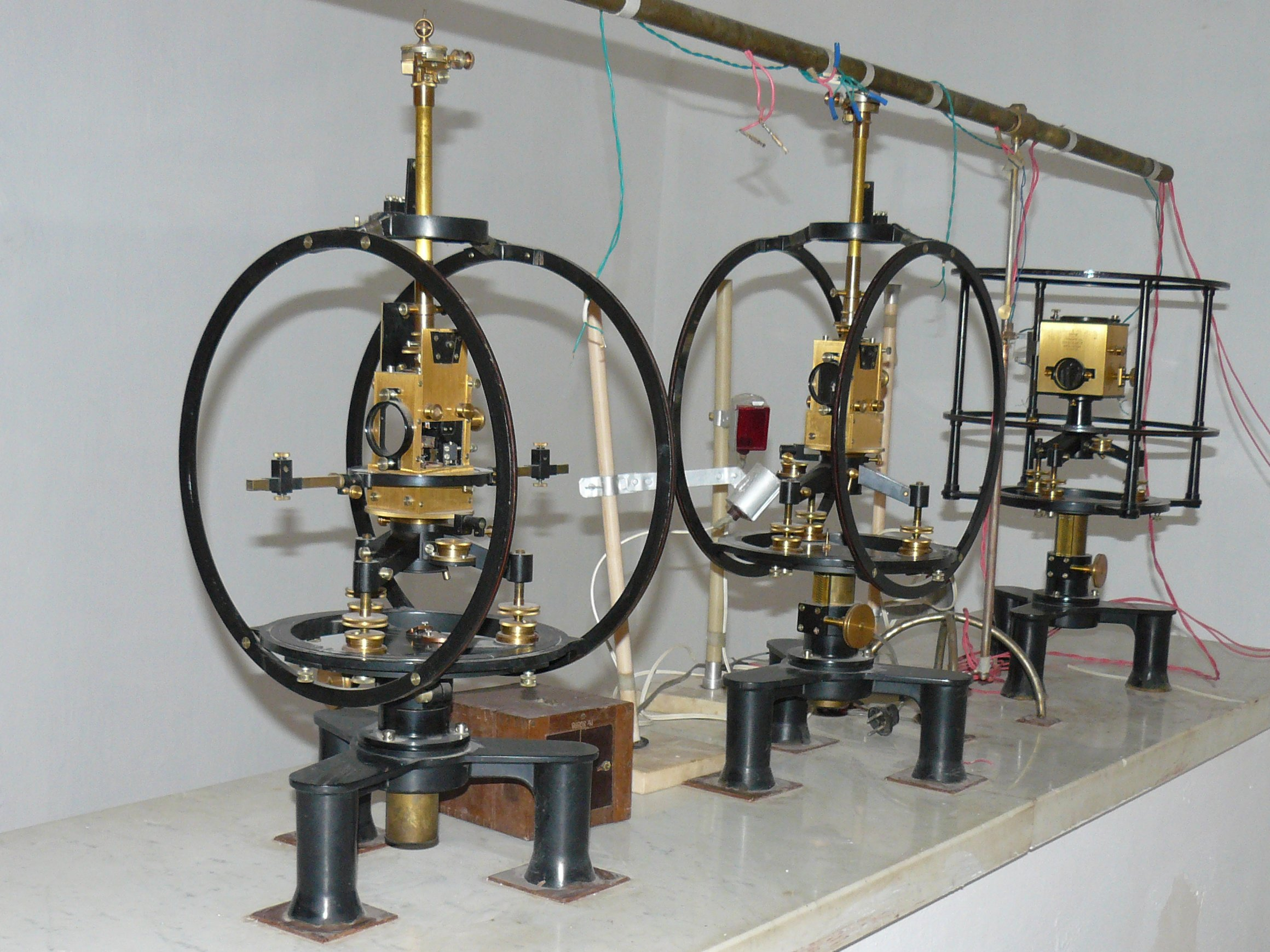
Askania-Variometer, 1943

- Askania-Passage-Instrument Ap 100 für Meridianbeobachtungen
- Askania-Gravimeter GS 11
- Askania-Vertikalpendel
- Askania-Ballon-Theodolit
- Askania-Kleintheodolit für den Untertagebetrieb
- Mikrophotometer
- Askania-Variometer

### Messinstrumente (Auswahl)

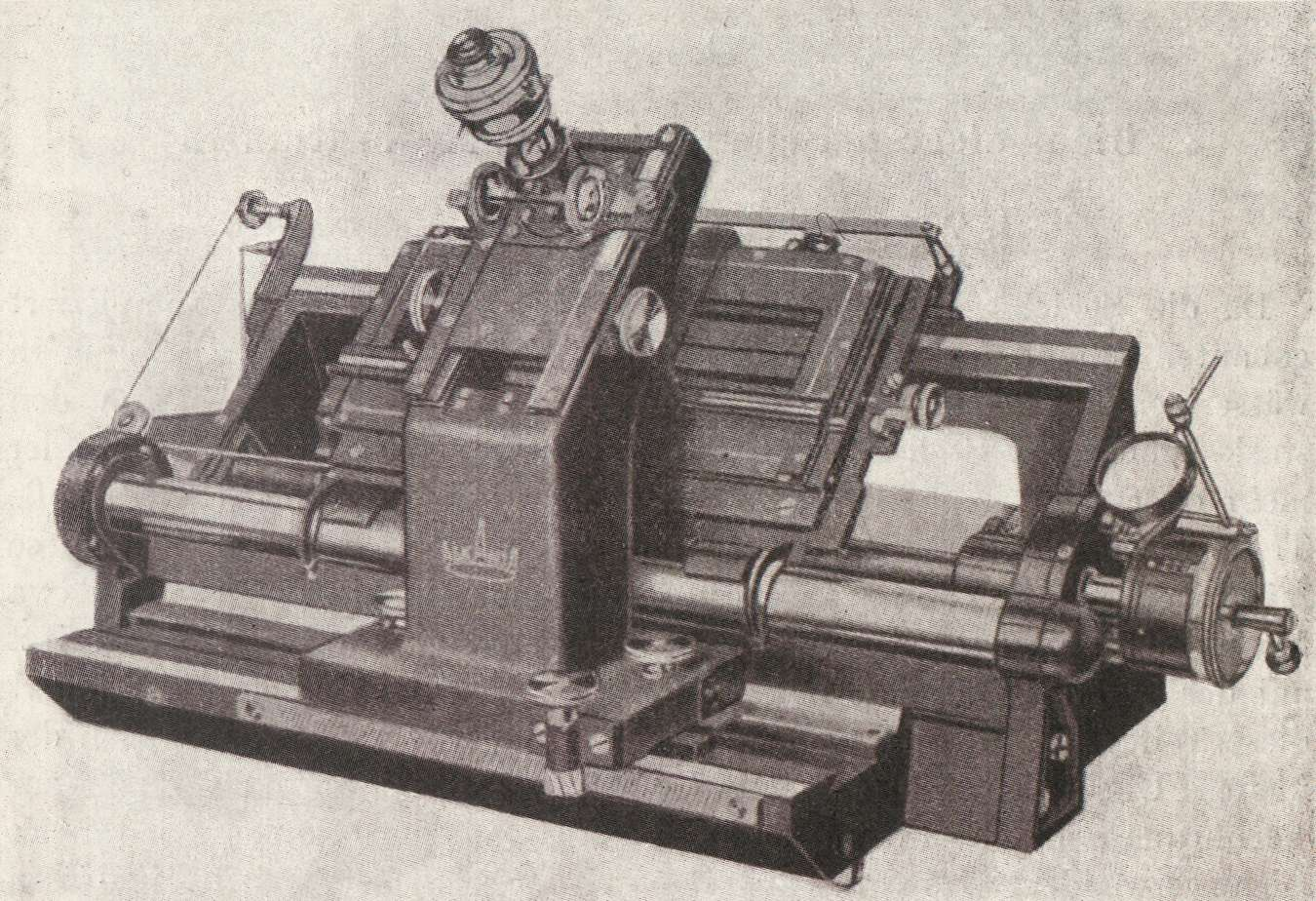
Askania Koordinaten-Messgerät (nach 1921) zum Ausmessen von Spektrogrammen; X-Y-Einstellgenauigkeit <0,5 µm (im Bereich der Filmkorngröße)

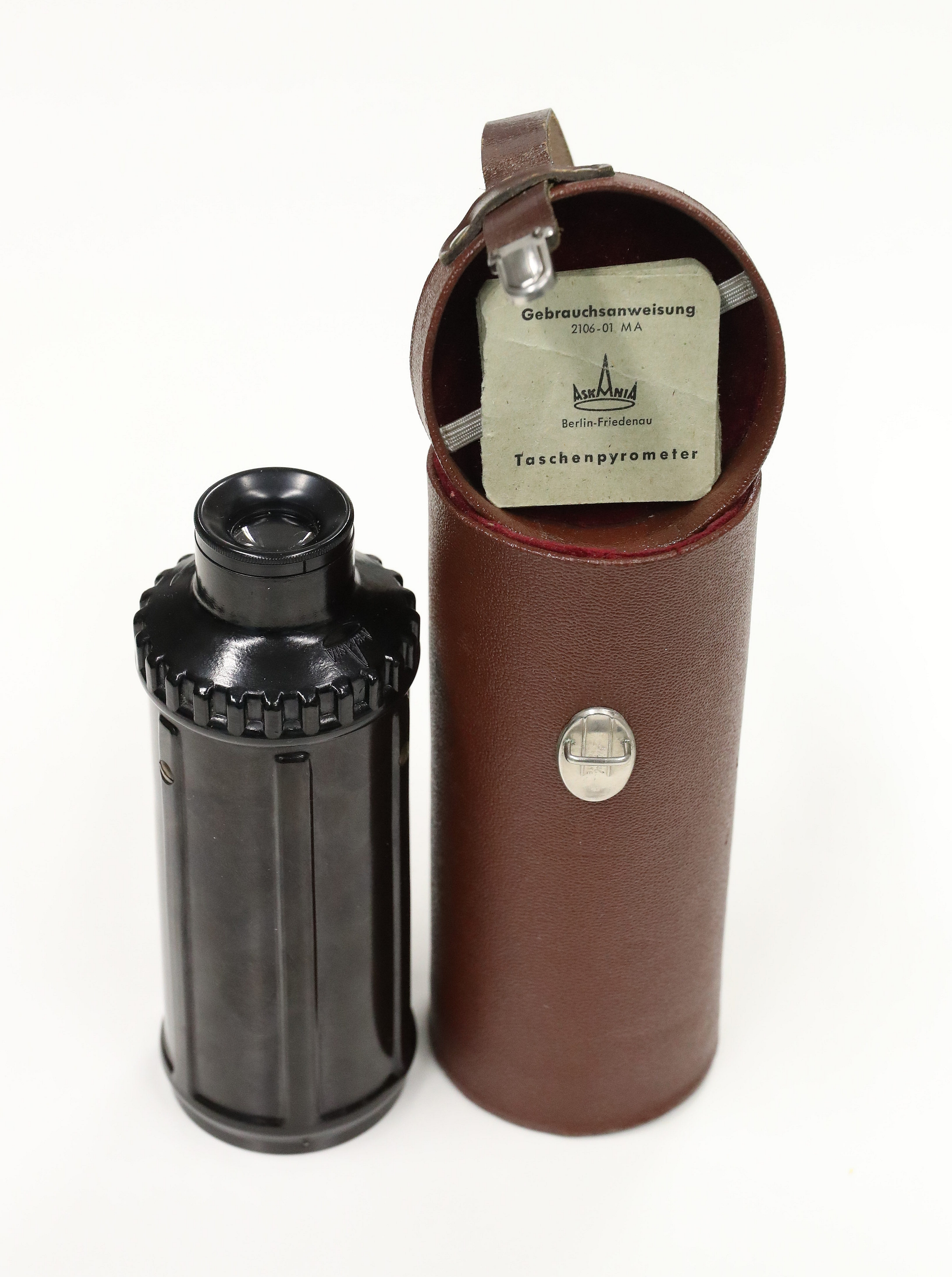
Askania-Taschenpyrometer

- Askania-Koordinaten-Messgeräte
- Askania-Druckluftmesser
- Askania-Dampfmesser
- Kapselmembran-Meßsysteme
- Askania-Druckluftwaagen
- Askania-Ringwaagen
- Askania-Eichwaage
- Askania-Taschenpyrometer
- Kabeldickenmessanlage
- Strahlrohr-Regler
- Präzisions-Sphärometer

## Namenspatrone
Die Chemischen Werke Askania, auf deren Grundbesitz in Rastenburg das Führerhauptquartier Wolfsschanze stand, haben nichts mit der Askania-Werke AG zu tun, verwandten lediglich den Namen Askania in ihrer Firmierung.
In Berlin finden sich unter dem Namen Askania auch ein Hausbau-Verein, Sportvereine, eine Landsmannschaft, die mit ziemlicher Sicherheit nicht von den Askania-Werken unterhalten wurden.